# My Love Affair with Marriage
Pour plus de détails, voir Fiche technique et Distribution.
My Love Affair with Marriage est un film d'animation letton, américain et luxembourgeois réalisé par Signe Baumane et sorti en 2022.

## Synopsis
Au fil de son éducation, une petite fille absorbe les stéréotypes de son époque sur l'amour et le mariage. Elle attend tout de son amoureux et de son futur mari. La réalité s'avère autrement compliquée. La jeune femme se retrouve en butte au sexisme ambiant, puis à une relation toxique au sein de son couple. La remise en cause de ce qu'elle a appris à attendre lui cause des désillusions, mais lui réserve aussi de belles surprises.

## Fiche technique
- Titre original : My Love Affair with Marriage
- Réalisation : Signe Baumane
- Scénario : Signe Baumane
- Animation : Signe Baumane, Yajun Shi et Yupu Ding
- Photographie :
- Décors : Sturgis Warner, Yasemin Orhan et Sofiya Lypka
- Montage : Signe Baumane et Sturgis Warner
- Musique : Kristian Sensini
- Production : Signe Baumane, Raoul Nadalet, Roberts Vinovskis et Sturgis Warner
  - Producteur associé : Reginald C. Foster
  - Producteur délégué : John Jencks, Matthew Modine et Adam Rackoff
- Société de production : Locomotive Productions, The Marriage Project, LLC et Antevita Films
- Société de distribution : New Europe Film Sales
- Pays de production :  Lettonie,  États-Unis et  Luxembourg
- Langue originale : anglais
- Format : couleur — 2,35:1
- Genre : animation
- Durée : 108 minutes
- Dates de sortie :
  - États-Unis : 11 juin 2022
  - France : 15 juin 2022 (Annecy)

## Distribution
- Dagmara Domińczyk : Zelma
- Michele Pawk : Biology
- Matthew Modine : Bo
- Cameron Monaghan : Sergei
- Stephen Lang : Jonas
- Erica Schroeder : Elita
- Emma Kenney : Sarma
- Anna O'Donoghue : une prof
- Tanya Franks : une prof
- Clyde Baldo : Eduards
- Florencia Lozano : la mère de Zelma
- Ruby Modine : Nina
- Laila Robins : la maîtresse de cérémonie
- Dale Soules : Officielle

## Distinctions
- 2022 : Mention du jury pour un long métrage au festival international du film d'animation d'Annecy